# 古山子镇
古山子乡，是中华人民共和国辽宁省朝阳市朝阳县下辖的一个乡镇级行政单位。

## 行政区划
古山子乡下辖以下地区：
二道营子村、马杖子村、铧子炉村、赵家洼村、关杖子村、高杖子村、五家子村、娘娘庙村、红石村、炮手村、头三道村、北韩村和刘于营子村。